# Бабиничи (Оршанский район)
Ба́биничи (бел. Ба́бінічы) — агрогородок в Оршанском районе Витебской области Беларуси. Входит в состав и является центром Бабиничского сельсовета. Население — 3985 человек (2019). Крупнейший сельский населённый пункт в Витебской области. Располагается на берегу реки Днепр.

## География

### Климат
Климат здесь умеренный, с тёплым летом и мягкой зимой. Ветер летом северо-западный, зимой южный или юго-западный, зимой часто проходят циклоны и стоит ветреная погода.

### Транспорт
Через Бабиничи проходит автомобильная дорога местного значения, связывающая юг Орши с автомагистралью Санкт-Петербург — Одесса (в пределах Беларуси — магистраль М8).
Рядом с Бабиничами проходит железнодорожная линия Орша — Кричев, на которой находится железнодорожная станция Румино.

## История
В XIX и начале XX в. деревня располагалась в России, в Могилёвской губернии, в Горецком уезде Пугляевской волости.
В 1919 году жители деревни присоединились к вооружённому Городищенскому восстанию против большевиков и против мобилизации. В деревне был организован вооружённый отряд из 80 человек, готовых сопротивляться красноармейцам и выставлен блокпост с пулемётом.
Затем деревня находилась в пределах Советского Союза. С 1991 в Республике Беларусь.
В 2008 году деревня Бабиничи преобразована в агрогородок.
18 декабря 2009 года сельсовет, в который входит деревня, переименован из Понизовского в Бабиничский.

### Версии происхождения названия[2]
Наиболее распространенной считается версия происхождения названия «Бабиничи» от реки Бабинка, которая была очень маленькая, небольшая, как боб.
Возможно, название возникло в период существования крепостного права, когда смелые женщины организовали против помещика «бабий бунт».

Однако самой интересной считается третья версия — торговый путь «из варяг в греки» связывал Днепр и Двину (Балтийское и Чёрное море). Деревня возникла на берегу Днепра. Однажды по реке проплывала ладья, на которой ехали витязи. Они смотрели по сторонам и любовались окружающей природой. Тут неожиданно они увидели очень красивых девушек (баб). Спросили, как называется место, где живут такие красивые девчата. Барышни засмеялись в ответ:
— Раз у нас красивые женщины, бабы, пусть и деревня так называется!

## Население
| Год переписи          | 1999 | 2010 | 2019 |
| --------------------- | ---- | ---- | ---- |
| Численность населения | 3446 | 3426 | 3985 |

## Образование
На сегодняшний день в агрогородке Бабиничи действуют средняя школа и ясли-сад.

## Галерея

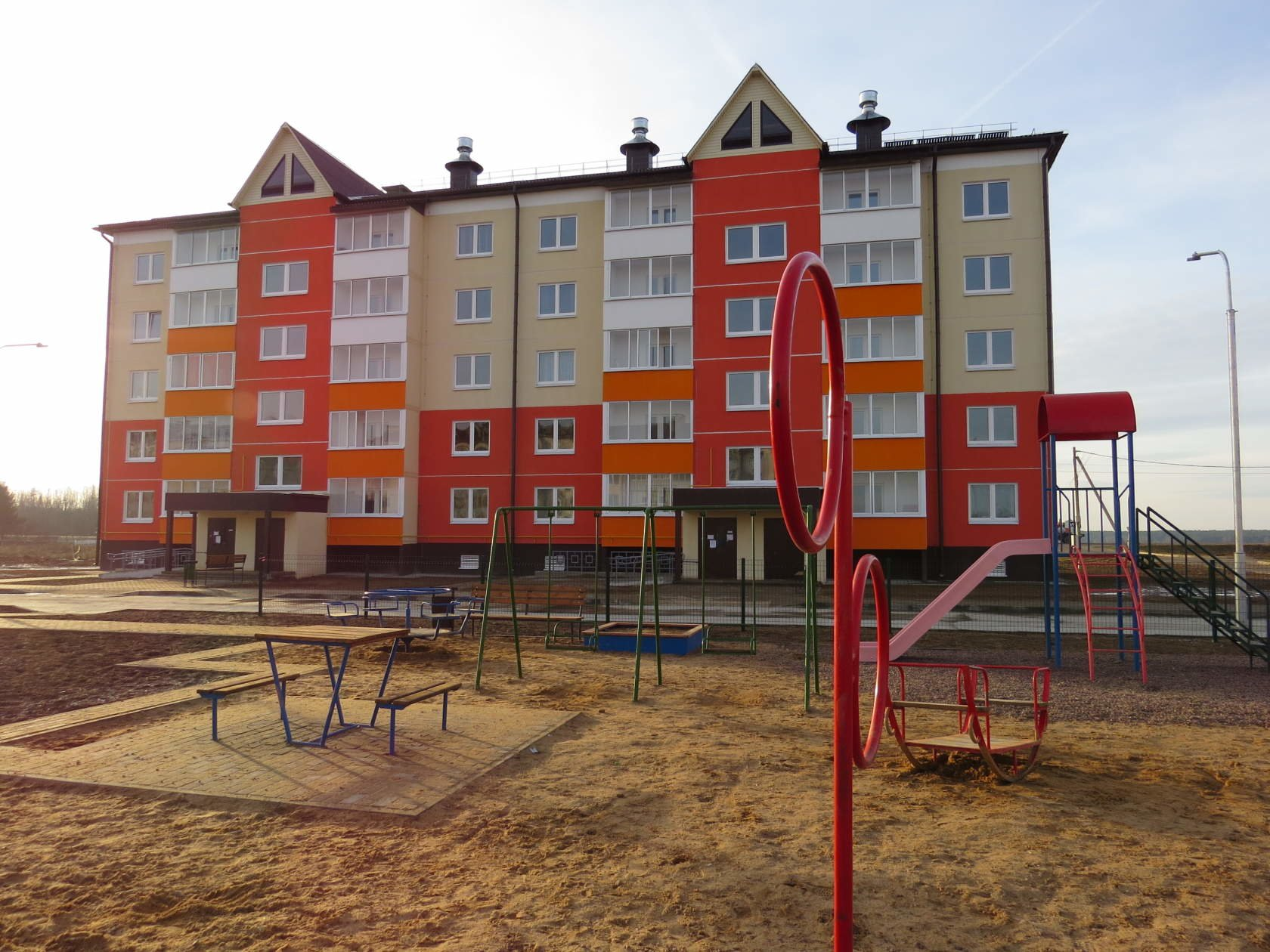
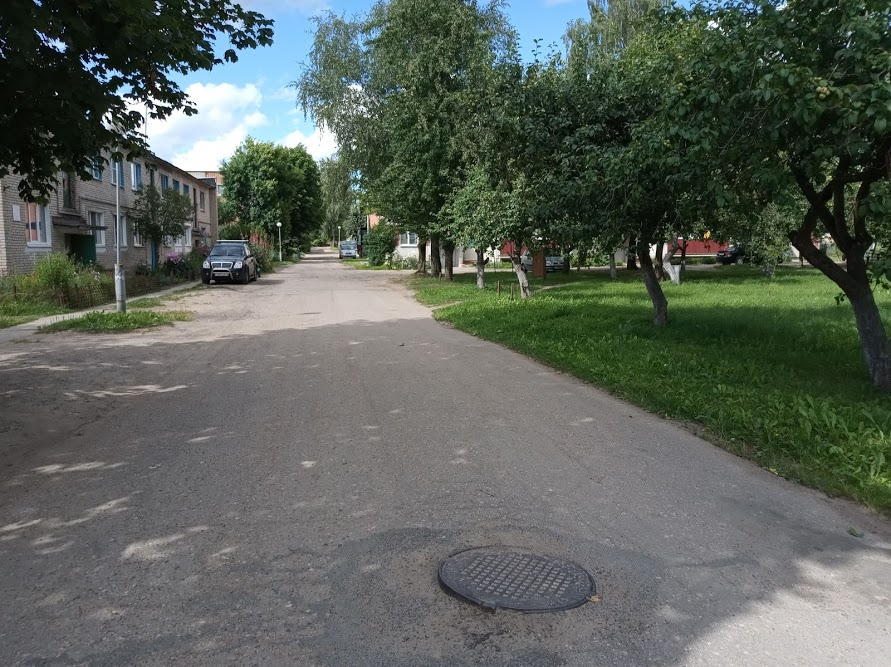
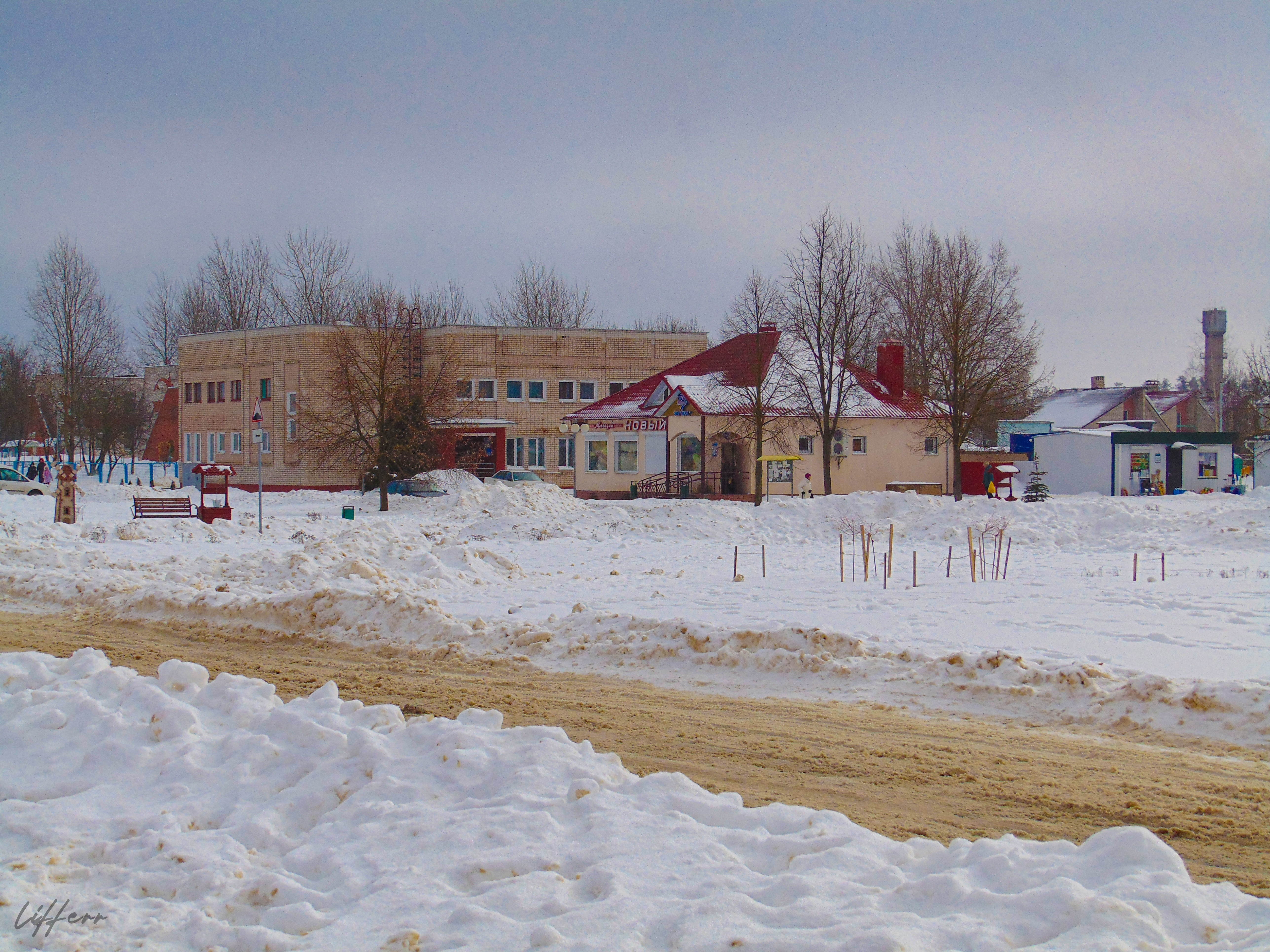
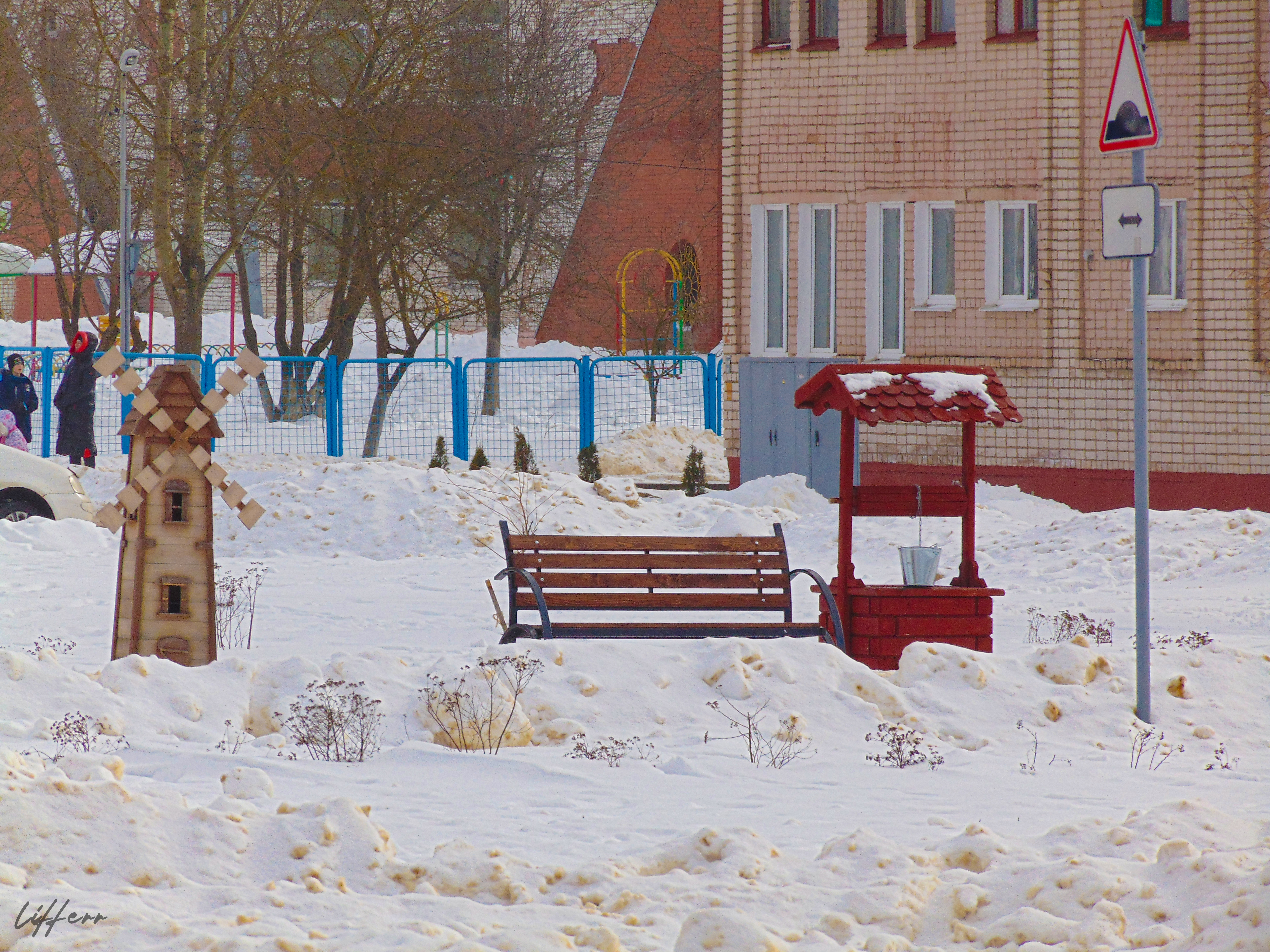
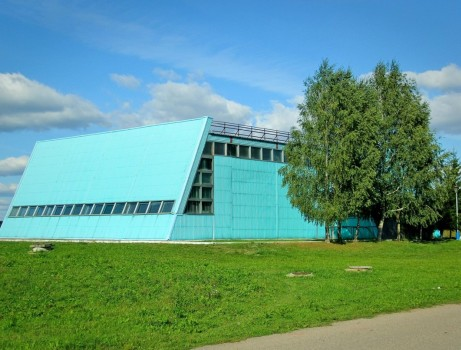
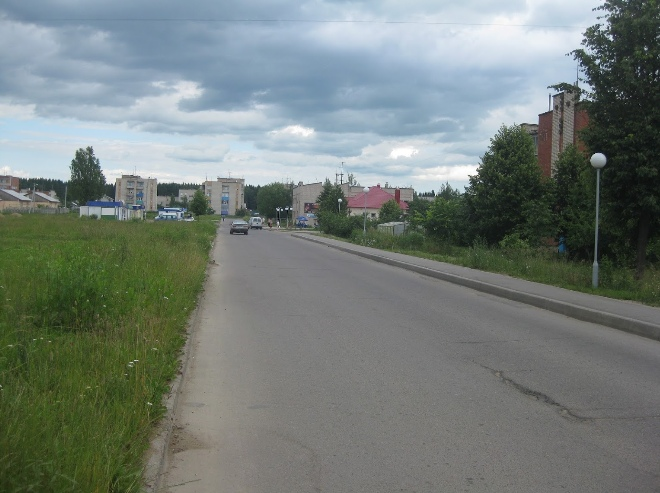
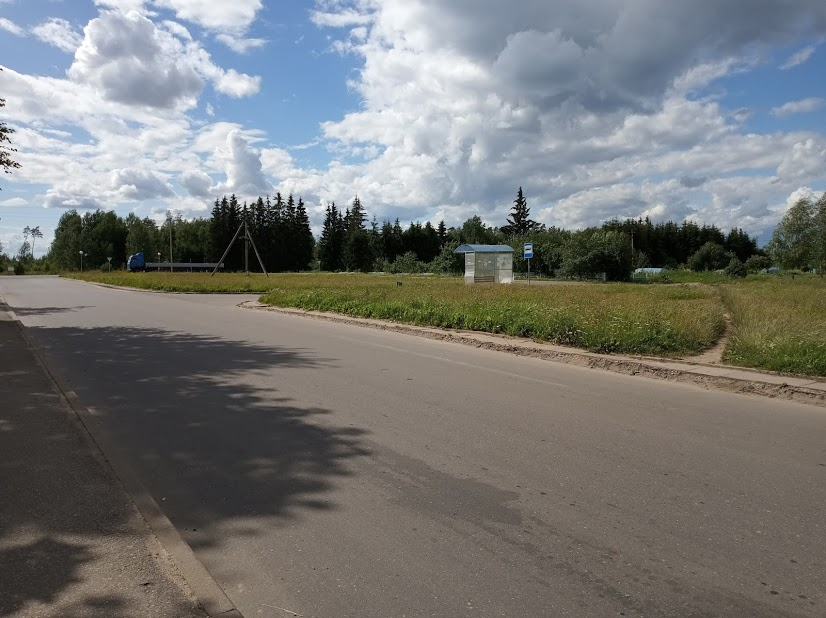
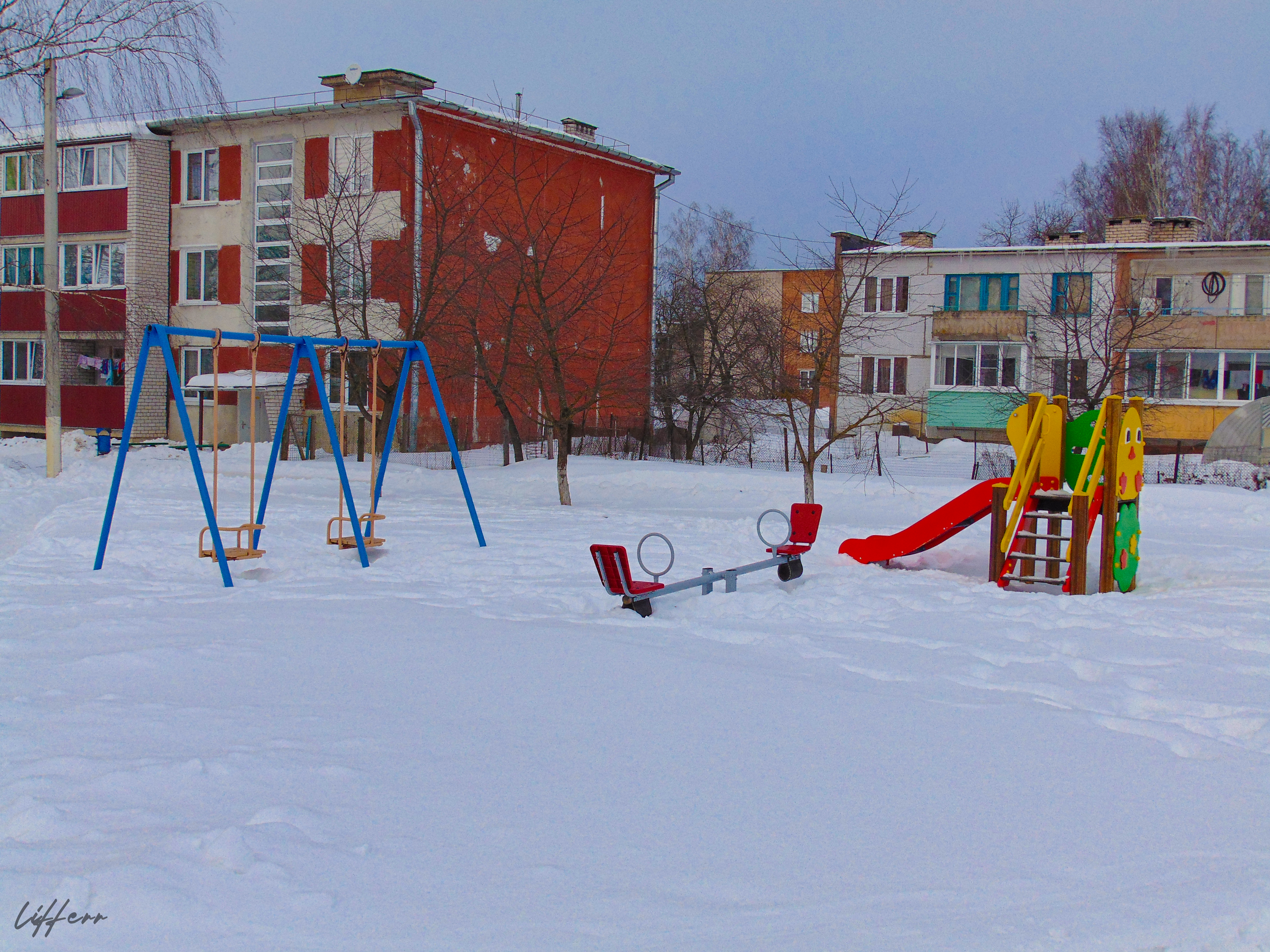

## Известные люди
- Александр Викторович Червяков (род. 1966) — белорусский государственный деятель;
- Александра Петровна Шафар (род. 1988) — белорусская и украинская легкоатлетка;
- Самуил Кмитич (1630 - 1692) — военачальник Великого княжества Литовского. Прототип главного героя романа «Потоп» Генриха Сенкевича.